# 20534 Bozeman
A 20534 Bozeman (ideiglenes jelöléssel 1999 RU74) a Naprendszer kisbolygóövében található aszteroida. A LINEAR projekt keretében fedezték fel 1999. szeptember 7-én.